# Dirty Paws
«Dirty Paws» es una canción escrita y grabada por la banda islandesa de indie folk / indie pop Of Monsters and Men por su álbum debut, My Head Is an Animal. Es la primera canción y el título del álbum proviene de una línea en la canción, y fue lanzado como su segundo single en abril de 2012 en el Reino Unido, Irlanda y Europa.

## Listado de la canción
| Descarga Digital / CD / Airplay |              |                                                 |          |  |
| N.º                             | Título       | Escritor(es)                                    | Duración |  |
| 1.                              | «Dirty Paws» | Nanna Bryndís Hilmarsdóttir, Ragnar Þórhallsson | 4:28     |  |

## Posición en listas
| Chart (2012—14)                      | Peak position |
| ------------------------------------ | ------------- |
| Islandia (Tónlist)                   | 10            |
| Nueva Zelanda (Recorded Music NZ)    | 35            |
| Estados Unidos (Alternative Airplay) | 19            |

## Letra
| Texto original en inglés | Traducción |
| --- | --- |
| Jumping up and down the floor My head is an animal And once there was an animal It had a son that mowed the lawn The son was an OK guy They had a pet, Dragonfly The dragonfly it ran away But it came back with a story to say Her dirty paws and furry coat She ran down the forest slopes The forest of talking trees They used to sing about the birds and the bees The bees had declared a war The sky wasn't big enough for them all The birds, they got help from below From dirty paws and the creatures of snow So for a while things were cold They were scared down in their holes The forest that once was green Was colored black by those killing machines But she and her furry friends Took down the queen bee and her men And that's how the story goes The story of the beast With those four dirty paws | Dando saltos de alegría sobre el suelo, mi cabeza es un animal, y una vez hubo un animal, tuvo un hijo que cortaba el césped, el hijo era un buen sujeto, tenían una mascota libélula. La libélula se escapó, pero volvió con una historia que contar. Sus patas sucias y su abrigo peludo bajaron corriendo la cuesta del bosque, el bosque de los árboles parlantes, que solían cantar sobre pájaros y abejas, las abejas habían declarado la guerra, el cielo no era suficientemente grande para todos ellos, los pájaros, tuvieron ayuda del suelo, de Patas sucias y las criaturas de la nieve. Así que por un tiempo las cosas estuvieron frías, estaban agazapados con miedo en sus madrigueras, el bosque, que una vez fue verde, estaba pintado de negro por esas máquinas de matar. Pero ella y sus peludos amigos, derrotaron a la abeja reina y sus hombres, y eso es lo que dice la historia, la historia de la bestia con aquellas cuatro patas sucias. |

## La canción
La canción cuenta la historia de una bestia llamada Dirty Paws (Patas Sucias) que vivió en un bosque con su hijo, este a su vez tenía por mascota una libélula que en una ocasión escapó, pero al poco tiempo regresó para contar al niño una historia que los árboles susurraban sobre Dirty Paws.
Antiguamente se desató una guerra entre las aves y las abejas ya que estas últimas decretaron que el cielo no era suficiente para ambos pueblos. Viéndose superadas, las aves pidieron ayuda a Dirty Paws y a las bestias de la nieve, quienes se volvieron sus aliados. 
Aunque la guerra fue inclemente y destruyó el bosque ya que las abejas utilizaban máquinas de batalla que destruían y contaminaban todo, Dirty Paws logró guiar a un grupo de bestias de la nieve y acabar con la reina de las abejas y sus soldados terminando así con la guerra.

### Vídeo Musical
El vídeo musical consta de una animación en blanco y negro, muy simple pero detallada al igual que otros vídeos de la misma banda, en la cual a lo largo de la canción es posible ver la silueta de una bestia de la nieve (Dirty Paws) corriendo en medio de un campo de batalla nevado llevando el estandarte de las aves mientras en el cielo es posible ver cientos de pájaros volando a la batalla.

## En la cultura popular
- Dirty Paws apareció en el tráiler y la banda sonora de la película de 2013 The Secret Life of Walter Mitty.[4]
- La canción apareció en el video introductorio del iPhone 5 lanzado en septiembre de 2012.[5]
- El 4 de junio de 2021 la plataforma Netflix estrenó la serie Sweet Tooth, cuyo primer episodio incluye como parte de su banda sonora la canción Dirty Paws.[6]